# Nicolas de Catinat de La Fauconnerie
Nicolas Catinat (Parigi, 1º settembre 1637 – Saint-Gratien, 22 febbraio 1712) è stato un generale francese.
Condusse le campagne militari francesi in Italia durante la Guerra della Grande Alleanza e la Guerra di successione spagnola.

## Biografia
Proveniente da una famiglia della piccola nobiltà di provincia, figlio di Nicolas II di Catinat, magistrato, e di Catherine Poille, lascia in gioventù la professione giuridica per quella militare. Inizia la sua carriera nella Guardia Francese, un reparto di fanteria d'élite destinato alla guardia del Re ed alla difesa di Parigi, e qui salirà via via tutti gli scalini del comando. Già nel 1667 si distingue nell'assedio di Lilla, poi tra il 1676  ed il 1678 durante la guerra nei Paesi Bassi. Nel maggio 1679, già con il grado di capitano, comanda il distaccamento che vicino a Torino rapisce il conte Ercole Mattioli, segretario di stato del duca di Mantova Ferdinando Carlo di Gonzaga-Nevers, sospettato di aver effettuato il doppio gioco nella trattativa segreta per la cessione di Casale alla Francia e di aver così ridicolizzato Luigi XIV di Francia (vedi anche la Maschera di Ferro).
Maresciallo di campo nel 1680,  dopo l'abrogazione dell'editto di Nantes opera in Italia a fianco delle truppe dei Savoia nelle campagne di persecuzione contro i Valdesi: il 17 maggio 1686, dopo due tentativi infruttuosi, riesce a sorprendere le difese dei religionaires asserragliati alla Balsiglia, sui monti della valle Germanasca, massacrandone più di 60.
Nel 1690, dopo il ritorno dei valdesi dall'esilio ginevrino, torna sulle stesse montagne alla testa di 4.000 uomini, ma in mezzo ad una bufera di neve viene sconfitto e ricacciato da un manipolo di 370 combattenti protestanti, che un mese dopo riusciranno ancora una volta a sfuggire all'attacco francese.
Dopo avere preso parte all'assedio di Philippeville al principio della Guerra della Grande Alleanza, viene nominato comandante in capo dell'armata francese in Italia nel 1690. Il 18 agosto di quell'anno ottiene la vittoria alla battaglia di Staffarda contro le truppe Imperiali ed i Savoia, nel frattempo entrati nella Lega di Augusta. La campagna del Catinat prosegue con la conquista di Nizza, di gran parte della Savoia transalpina e la distruzione di molte città piemontesi (Carmagnola, Avigliana, Villar Dora, Rivoli, Saluzzo, Savigliano Fossano e Cavour ), mentre tutta la pianura piemontese viene messa a ferro e fuoco dalle sue truppe; viene risparmiata solamente Villanova d'Asti, all'interno delle cui possenti mura i Francesi, al momento del rovesciamento delle alleanze da parte dei Savoia, erano già presenti.
Non vi è spiegazione storicamente dimostrata sul perché abbiano lasciato la città indenne ed ancora oggi, ogni 8 dicembre, il sindaco adempie il voto fatto allora alla Vergine dai Villanovesi per implorare la salvezza.
Il 27 marzo 1693 Nicolas Catinat ottiene il bastone di maresciallo di Francia e il 4 ottobre dello stesso anno, alla testa di 35.000 soldati, porta la sua armata alla vittoria nella battaglia della Marsaglia, che costerà all'esercito alleato la perdita di più di 10.000 uomini. Questa serie di rovesci non impedisce agli Alleati l'invasione del Delfinato, né ai Savoia d'imporre alla Francia una pace separata, ottenendo la restituzione dei territori occupati dai Francesi fin dal 1640.

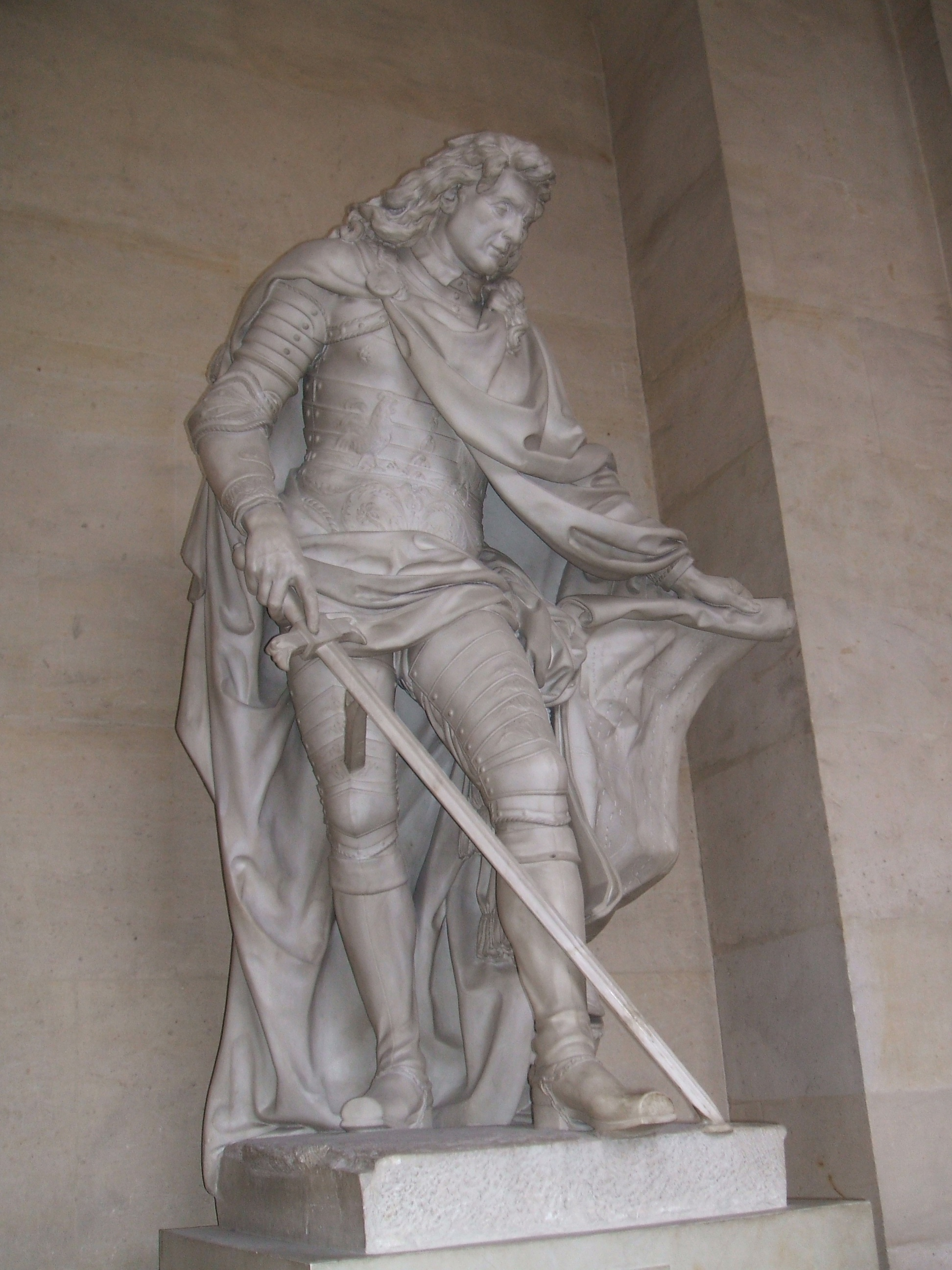
Statua di Nicolas Catinat presente nella Reggia di Versailles

Nuovamente incaricato delle operazioni in Italia nel 1701 all'inizio della guerra di successione spagnola, si trova a fronteggiare ancora una volta le armate Imperiali guidate dal principe Eugenio, ma il cattivo stato dell'esercito, la mancanza di denaro e di rifornimenti, l'alleanza più formale che sostanziale con Vittorio Amedeo II di Savoia (cugino di Eugenio e segretamente in contatto con lui) paralizza i suoi sforzi, provocandone la sconfitta il 9 luglio 1701 a Carpi di Villa Bartolomea, nei pressi di Legnago. Luigi XIV lo fa sostituire al comando dal duca di Villeroy, «abile generale più a corte che in guerra», di cui è l'ufficiale in seconda nella successiva battaglia di Chiari (1º settembre), dove però le truppe francesi vengono ancor più pesantemente sconfitte.
Abbandonate le campagne belliche dopo queste ultime vicende, si ritira, sfuggendo la vita di corte ed i circoli militari, nel suo castello di Saint-Gratien (nei pressi di Montmorency), dove muore il 12 febbraio 1712. È seppellito nella chiesa del villaggio.
Catinat fu indubbiamente uno dei più grandi strateghi militari della sua epoca, famoso per la meticolosità con cui preparava i movimenti delle truppe. Con i suoi reggimenti di fanteria fu uno dei primi ad applicare la tecnica dell'assalto alla baionetta, teorizzandone con precisione la conduzione sul campo di battaglia: i suoi reparti erano rigorosamente organizzati in modo da sostenere passivamente il fuoco nemico fino a che non si fossero portati in formazione compatta a ridosso delle linee avversarie, punto da cui, dopo aver scaricato le fucilerie ormai a distanza ravvicinata, dovevano avventarsi a ranghi serrati sulle truppe avversarie. Oltre l'indubbia capacità militare, fu allo stesso tempo tristemente noto nel Nord Italia per la spietatezza con cui conduceva le sue campagne, seminando terrore e distruzione nei territori dove passavano le sue armate.

## Memoria
Alla sua figura era stata dedicata dall'amministrazione coloniale francese della Cocincina una delle principali arterie della capitale Saigon (attuale Città di Ho Chi Minh). Rue Catinat fra l'altro è rimasta famosa per essere citata nella seconda riga del romanzo di Graham Greene Un americano tranquillo, che vi ambienta la maggior parte della storia.
Dopo l'unificazione del Vietnam al termine della relativa guerra, come quasi tutte le strade con nomi francesi, la strada è stata rinominata, nonostante la sua fama anche internazionale, ed ora si chiama Hai Ba Trų́ng.
Inoltre, la località alpina sopra Fenestrelle, in val Chisone, in cui Catinat e il suo esercito trascorsero l'inverno del 1693 si chiama tuttora Pra Catinat.